# Universidad Bordeaux-Montaigne
La Universidad Burdeos-Montaigne (en francés: Bordeaux-Montaigne), anteriormente Universidad Michel-de-Montaigne Burdeos III desde 1990 hasta 2014, es una universidad pública francesa, ubicada a las afueras de Burdeos.
Sus principales áreas de enseñanza e investigación son las artes, la literatura, las lenguas, la historia, la historia del arte, la geografía, la planificación, la planificación urbana, la comunicación y el periodismo. Alrededor de 15.000 estudiantes están matriculados.

## Historia
En 1971, la división de la Universidad de Burdeos crea tres universidades: Burdeos I, II y III.
Las prensas universitarias de Burdeos (en francés: presses universitaires de Bordeaux) se fundan en 1983.
En 1990, la Universidad de Burdeos III tomó el nombre de "Universidad Michel-de-Montaigne"
El 12 de marzo de 2014, la Universidad Michel-de-Montaigne Burdeos III pasó a llamarse "Universidad Burdeos-Montaigne", mientras que las otras tres universidades de Burdeos se fusionaron, habiendo actualmente dos universidades en la ciudad.

## Oferta de formación
La oferta de formación esta diversificada en lenguas, artes y ciencias humanas y sociales:
- Grados Archivado el 30 de marzo de 2019 en Wayback Machine.
- Másteres Archivado el 30 de marzo de 2019 en Wayback Machine.